# Algebra astratta
L'algebra astratta è la branca della matematica che si occupa dello studio delle strutture algebriche come gruppi, anelli e campi. Essa parte dallo studio degli "insiemi privi di struttura" (o insiemistica vera e propria), per analizzare insiemi via via sempre più strutturati, cioè dotati di una o più leggi di composizione.

## Descrizione
L'espressione "algebra astratta" viene utilizzata per distinguere questo campo di studi dall'"algebra elementare" che invece si occupa delle regole per manipolare le formule e le espressioni algebriche che utilizzano numeri reali e complessi.
Storicamente, le strutture algebriche nacquero in altri campi della matematica, dove furono specificate assiomaticamente; successivamente, furono studiate come oggetti a sé stanti nell'algebra astratta. Per questo motivo, l'algebra astratta è fruttuosamente connessa con quasi tutti i rami della matematica.
Esempi di strutture algebriche con una singola operazione binaria sono:
- semigruppi;
- monoidi;
- quasigruppi;
- loop;
- gruppi.

Esempi più complessi includono:
- anelli e campi;
- moduli e spazi vettoriali;
- algebre associative e algebre di Lie;
- reticoli e algebre di Boole.

Nell'algebra universale, tutte queste definizioni e proprietà sono raccolte per essere applicate a tutte le strutture algebriche nello stesso modo. Tutte le classi di oggetti elencate sopra, insieme con la nozione di omomorfismo, formano delle categorie, e la teoria delle categorie fornisce spesso il formalismo necessario per tradurre tra differenti strutture algebriche e per confrontarle.